# Clumsy (canção de Britney Spears)
"Clumsy" é uma canção gravada pela artista estadounidense Britney Spears para seu nono álbum de estúdio, Glory (2016). A faixa é o segundo single promocional do álbum, sendo lançado em 11 de agosto de 2016 para download digital e streaming pela RCA Records e Sony Music. Ela foi fornecida como uma faixa promocional na pré-venda do álbum. "Clumsy" foi escrita por Talay Riley, Warren "Oak" Felder e Alex Niceforo, enquanto a produção foi tratada por Felder e Alex Nice; Mischke atuou como produtor vocal.
Musicalmente, "Clumsy" retrata uma canção de estilo electro carregada de sintetizadores e que incorpora aplausos de doo-wop, sapateadas, estalar de dedos, riffs vocais emotivos e batidas eletrônicas na sua instrumentação. Spears também referencia seu single de 2000 "Oops! ... I Did It Again" durante os breakdowns da faixa. Os temas líricos da gravação mergulham no sexo e em como a cantora e seu parceiro são desajeitados durante momentos íntimos. Escritores das mídias AllMusic, The Boston Globe musicOMH e Rolling Stone consideraram a faixa um destaque de Glory, enquanto a última listou-a como uma das melhores músicas de 2016. Comercialmente, "Clumsy" alcançou a posição 142 na França, onde permaneceu por duas semanas na parada musical SNEP.

## Créditos
Creditos adaptados notas do encarte de Glory.
Gravação
- Vocais gravados no 158 Studios, Westlake Village, Califórnia e no House of Blues Studio, Elcino, Califórnia
- Mixado no Larrabee Studios, North Hollywood, California

Particular
- Britney Spears – vocais principais, vocais do coral
- Talay Riley – compositor, vocais do coral
- Warren "Oak" Felder – compositor, produtor, vocais do coral
- Alex Niceforo – compositor, produtor
- T. D. Mischke – produtor vocal, vocais do coral
- Benjamin Rice – gravação vocal adicional
- Trevor Brown – vocais do coral
- Zaire Koalo – vocais do coral
- Benjamin Rice – gravação dos vocais
- Benny Faccone – assistente de gravação
- Erik Belz – assistente de gravação
- Jaycen Joshua – mixagem
- Maddox Chhim – assistente de mixagem
- Dave Nakaji – assistente de mixagem

## Desempenho nas tabelas musicais
"Just Luv Me" apareceu na posição 3° no parada musical da Argentina SNEP, estreando na posição 117 na segunda de 26 de Maio de 2025 e depois subindo para a posição 3 no terça de 27 de Maio de 2025.
Parada ilegal entrou {{{1}}}|{{{2}}}

| Chart (2025) | Peak position |
| ------------ | ------------- |
| Argentina    | 3°            |
| Uruguay      | 5°            |

## Histórico de lançamento
| Region     | Date                 | Format                       | Label      | Ref   |
| ---------- | -------------------- | ---------------------------- | ---------- | ----- |
| Mundo todo | 11 de agosto de 2016 | Download digital • streaming | RCA • Sony | [ 4 ] |